# Памятник воинам-землякам (Хочо)
«Памятник воинам-землякам, погибшим в годы Великой Отечественной войны» — мемориальный комплекс, посвящённый памяти воинов погибших в годы Великой Отечественной войны в селе Хочо, 2-го Нахаринского наслега, Мегино-Кангаласского улуса, Республики Саха (Якутия). Памятник истории и культуры местного значения.

## Общая информация
После победоносного окончания Великой Отечественной войны в городах и сёлах республики Якутия стали активно возводить первые памятники и мемориалы, посвящённые павшим солдатам. Памятник воинам-землякам был установлен в самом центре села Мегино-Кангаласского улуса. В 1985 году в дни празднования 40-летия Победы в Великой Отечественной войне памятник был установлен в сельском парке культуры и отдыха и торжественно открыт. Авторами проекта выступили Барабанов Семён Михайлович, Исаков Валерий Кретович, авторство надписи принадлежит Никитину Гаврилу Николаевичу.
Рядом расположен ещё один монумент — Памятник колхозникам (ветеранам тыла), который был сооружён ранее в 1975 году.

## История
По архивным сведениям и документам, в годы Великой Отечественной войны из 2-го Нахаринского наслега на фронт были призваны 116 человек. Из них 51 погибли и пропали без вести на полях сражений, 65 человек вернулись на Родину в Якутию и продолжили мирную жизнь.

## Описание памятника
Памятник представляет собой бетонный пилон, который установлен на постаменте из бетона неправильной треугольной формы. Сам пилон состоит из двух частей: треугольной стелы, высотой 4,8 метра, перпендикулярно установленной на прямоугольной плоскости. На лицевой стороне нанесена надпись на якутском языке «Никто не забыт, ничто не забыто». На перпендикулярной плоскости размещены восемь памятных табличек с именами 51 воина, погибших на фронтах Великой Отечественной войны, а также имена 83 участников войны из II Нахаринского наслега. В центральной части закреплены цифры с указанием даты войны «1941-1945». Памятник установлен на пятиступенчатом бетонном фундаменте, на котором расположилась объёмная пятиконечная звезда — вечный огонь. Памятный комплекс огражден деревянным забором.
В соответствии с Приказом Министерства культуры и духовного развития Республики Саха (Якутия) "О включении выявленного объекта культурного наследия «Памятник воинам-землякам, погибшим в годы Великой Отечественной войны», расположенного по адресу: Республика Саха (Якутия), Мегино-Кангаласский улус (район), МО «Нахаринский 2-й наслег», с. Хочо, памятник внесён в реестр объектов культурного наследия народов Российской Федерации и охраняется государством.